# 大法官 (英國)
大不列顛大法官，通稱大法官，是英國政府內一個重要的高级官位，在國務重臣（Great Officers of State）中排行第二。有關任命都由首相提出意見，再由君主委任。在1707年英國成為聯合王國以前，此職位曾分別為「英格蘭大法官」（Chancellor of England）及「蘇格蘭大法官」（Lord Chancellor of Scotland）執掌。大法官的其中一項重要職責，是擔任國璽的保管人。此外，他也是英國內閣的閣臣之一，依據法律，理論上他有責任維持法院有效運作，以及確保法院的獨立。在昔日，大法官負責主持上議院的會議，同時是英格蘭及威爾斯地區的司法首長；但自《2005年憲制改革法案》生效後，上述兩項職能已經分別移交予上議院議長及首席法官。大法官自16世紀開始原本一直由貴族出任，但此一傳統在2007年6月被施仲宏打破，他成為近代首位以庶民身份擔任大法官的人士，並且兼任司法大臣一職。大法官以往曾經兼任憲制事務大臣之職，但此職已在2007年為司法大臣取代。
如果大法官沒有被委任，就可以委任國璽大臣。國璽大臣與大法官的職能完全一樣，不過兩者的任命方法卻有分別。另外，大法官的職務亦可以由一個由多於一位「上議院國璽專員」組成的委員會行使。不過自19世紀以來，只曾有大法官的任命，而國璽大臣與委員會則處於廢棄的狀態。

## 歷史
大法官一職可追溯至卡洛林王朝負責掌管皇家印璽的官員。至於在英格蘭，此職至少源於1066年開始的諾曼征服，或者更早的時間。有部份學者認為歷史上首任大法官是埃格曼德斯（Angmendus），並認為他在605年獲委任。至於其他資料則推斷出首位去委任大法官的君主是懺悔者愛德華，據聞在其任內，他首先以印璽取代親手簽署文件。總言之，自諾曼征服以後，大法官之官位一直存在。
在中世紀，基於教士是王國中少有受教的一群，大法官一職幾乎都是由神職人員擔任。大法官曾經有不少職責，當中包括保管國璽、擔任首席皇家祭司，以及教會和世俗事務上的顧問。因此，大法官漸漸成為政府內最重要的職位之一。大法官在政府裏面，地位僅僅次於最高司法官（Justiciar）之下，不過最高司法官這個職位現今已被淘汰。

托馬斯·莫爾爵士是歷史上最有名的大法官之一，他於亨利八世在位時供職，後來被亨利八世處決。

作為君主的一個官員，大法官會出席「御前會議」。假如大法官本身是一位主教，他在出席會議前將可獲傳訊令狀（writ of summons），但如果大法官本身僅僅是一位教士、俗人或地位更低的人士，他將不獲任何傳訊令狀。御前會議後來演化成國會，而大法官就成為了上議院議長。亨利八世在位時曾通過一項法令，讓大法官正式有權主持上議院會議，而大法官本身更無須具備貴族身份。
大法官的司法職能亦透過「御前會議」而有所演化。以往有關於司法上的申請需要向君主及「御前會議」通報，不過在1280年時，愛德華一世就下令其法官在皇座法庭自行負責處理及審視有關的申訴。當中，重要的申訴要交由大法官作定奪，而更重要的申訴則會獲君主注意。而自愛德華三世在位開始，大法官開始有屬於自己的法庭，這個法庭後來演化成所謂的大法官高等法庭。在這個法庭內，大法官會依照公平性（或衡平法），而非具有嚴格規範原則的普通法去審理案例。由於大法官在大法官高等法庭內是代表國君施行公正仁義，因此大法官亦曾經有「皇家良心保管者」（Keeper of the Royal Conscience）之稱號。教士主導大法官一職的情況，直到16世紀才告終止。在1529年，時任大法官兼約克大主教托馬斯·沃爾西樞機由於未能成功實現取消亨利八世的第一段婚姻，結果遭到免職。此後，俗人取代了教士，成為擔當大法官的人選。教士出任大法官的情況曾一度於瑪麗一世在位時再次出現，但此後幾乎所有大法官都是由俗人擔任。

## 職位
在舊日大法官由教士出任的時候，大法官缺席或出缺時，職務會由「國璽掌官」（Keeper of the Great Seal）暫代，一旦大法官被委任，國璽掌官之職就會解除。後來在伊莉莎伯一世登位後，國會通過一項法案，賦予國璽大臣（Lord Keeper of the Great Seal）享有與大法官「一樣的身份、地位、司法權、執行法律的權利、以及其他關稅、貴重物品及利益」。大法官與國璽大臣之唯一分別在於任命的程序；大法官透過英皇制誥獲得任命，但國璽大臣只要接收國璽，並開始作出保管，就完成任命的程序。
以往在慣例上，國璽大臣由庶民出任，而大法官就由貴族出任。而一位被冊封為貴族的國璽大臣，則會在晉爵不久以後改任大法官。歷史上，迄今末任的國璽大臣是羅伯特·韓里，當他在1760年獲封男爵後不久，就在1761年轉任大法官。自此以後，庶民與貴族都會獲委任為大法官，但一直到21世紀以前，庶民獲任命為大法官後不久，即會獲冊封為貴族。
除了國璽大臣以外，大法官的職務亦曾經由多於一人組成的委員會行使。這個委員會名叫「上議院國璽專員」（Lords Commissioners of the Great Seal），但自1836年以來，未曾有上議院國璽專員被委任。
昔日原本英格蘭、蘇格蘭和愛爾蘭都各置有相當於大法官的職位。後來《1707年聯合法案》將英格蘭王國及蘇格蘭王國合併成大不列顛王國後，原本的英格蘭大法官及蘇格蘭大法官遂合併成大不列顛大法官。但是，當愛爾蘭與大不列顛透過《1800年聯合法案》合併以後，原屬於愛爾蘭的愛爾蘭大法官之職得以保留，結果「大不列顛大法官」之職稱至今也沒有改成「聯合王國大法官」。直到1922年愛爾蘭自由邦成立後，愛爾蘭大法官之職才告廢止，而其職權則轉移至北愛爾蘭總督，後來再轉移到北愛爾蘭事務大臣處。不過，現時的北愛爾蘭司法機構卻是大法官在北愛爾蘭擁有的官署。

## 立法職能
大法官原本根據其傳統權利負責主持上議院的會議（形同議長），不過自《2005年憲制改革法案》生效後，有關職能已經移交上議院議長。
另外每當君主去任命數名上議院專員以代行某些職務時（例如在國會宣佈御准已經授予），大法官往往會擔任首席上議院專員，至於其餘上議院專員依慣例通常都是兼領樞密院顧問官銜的上議院議員。當大法官行使首席上議院專員職務時，他會穿上以白鼬毛皮裝飾的國會禮袍，並會頭戴三角帽，至於其他上議院專員則會戴上雙角帽。

## 行政職能
大法官是英國樞密院及內閣的成員，其所統轄的部門自1885年至1971年稱為「大法官辦公廳」（Lord Chancellor's Office），而自1971年至2003年則稱為大法官部（Lord Chancellor's Department）。在2003年，大法官部改組為憲制事務部，而大法官則同時兼領憲制事務大臣之職。在2007年，有關部門再度改名為司法部，而職稱則改成司法大臣。
大法官統轄的部門有很多職責，當中包括有憲制改革（包括大法官職位本身的改革）和法院的行政管理等等。此外，大法官在任命英格蘭及威爾斯法院的法官上，亦擔當一定角色。現時的法官任命程序入面，司法任命委員會首先會提名合適的法官人選，然後由大法官委任（正式上由君主委任）；至於一些比如聯合王國最高法院法官（相當於昔日的上議院常任上訴法官）、上訴法院法官及高等法院各分庭庭長的職位，則通常由英國首相提名，但提名前多會與大法官商議。然而，基於一些歷史原因，在蘭卡斯特公爵領地內如果要提名不具法律專業資格的人士擔當裁判官，有關提名須要由蘭卡斯特公爵領地總裁提出。
值得一提，大法官昔日亦負責決定向哪一些大律師授予御用大律師資格，但現時其權限僅止於監察提名的程序、對程序作出審視，以及提呈最終的提名，大法官亦負責向新任御用大律師授予英皇制誥。
王國國璽的保管也是由大法官負責的，而國璽一般都是在英皇制誥、令狀、及其他皇家公告上使用。雖然國璽由大法官負責保管，但每次要使用國璽時，則由駐大法官署皇室執行秘書（Clerk of the Crown in Chancery）負責監督，而駐大法官署皇室執行秘書亦同時兼任大法官的常務次官。大法官只負責保管王國國璽，而蘇格蘭國璽與北愛爾蘭國璽則分別由蘇格蘭首席部長和北愛爾蘭事務大臣保管。

## 司法職能
在昔日，大法官具有相當重要的司法職能，但現時已絕大部份地被廢除或轉移。舊日干犯重罪或叛國的貴族有權在上議院內被其他貴族公審，而非庶民一樣由陪審團審訊，而在上議院內，有關的審訊會由總管大臣，而非大法官主持。不過，由於總管大臣一職自1421年起已處於持續懸缺的狀態，因此上議院每當審訊貴族時，大法官會被臨時委為總管大臣。惟基於貴族受上院審判的特權已於1948年廢除，這種做法亦已被淘汰。
自《2005年憲制改革法案》通過後，大法官的司法職能更被大幅移除（所謂的司法職能不應和大法官管理法院行政的行政職能混淆）。以往大法官會在上議院司法委員會（即聯合王國最高法院未成立以前，英國本土的一所終審司法機構）擔當法官，另外也是樞密院司法委員會（即昔時大英帝國，以及後來部分英聯邦國家的終審法院）的成員；除此之外，大法官也是英格蘭及威爾斯最高法院的主席，因此有權監管從屬的英格蘭及威爾斯上訴法院、英格蘭及威爾斯高等法院和英格蘭及威爾斯皇室法庭，而他更是英格蘭及威爾斯上訴法院內的當然法官，以及高等法院大法官法庭的當然庭長。
在近代，由於大法官的職務繁重，大法官已經很少行使有關職權。現時，大法官在上議院司法委員會及樞密院司法委員會的職權已轉移予上議院首席常任上訴法官，而大法官法庭的當然庭長的職權則已移交高等法院庭長。在20世紀末，基本上歷任大法官只曾審理過移送至上議院的案件，而歷史上最後一位主持審訊的大法官是艾偉儀勳爵，他任內曾審理過上呈至上議院司法委員會的案件。不過，艾偉儀勳爵身為內閣閭僚，但同時身兼法官，在當時已引起各界，包括司法界的關注。至於他的繼任人范克林勳爵，則即使有關權力在《2005年憲制改革法案》生效後才告廢止，但他也從沒有行使。
自1867年至1875年期間，大法官亦曾經是加拿大的首席法官，有關職務要到加拿大最高法院及加拿大最高法院首席大法官設立後，才告解除。
現時，在每個法律年度開始時，大法官仍舊在西敏寺擔任法律年度典禮的主禮嘉賓，並會在眾法官前致辭。在儀式過後，大法官會在西敏廳舉行大法官早餐會，招待諸位法官。

## 教會職能
大法官現時仍然掌管不少與英國聖公會相關的職能。有些聖俸實質由皇室贊助的牧師，會由大法官贊助，亦需經由大法官委任。而自14世紀以來，部份實際上由皇室對教會的贊助，都是以大法官的名義進行贊助。現時有大約442個英格蘭的教區，以及12個在大教堂供職的牧職薪俸，都是以大法官名義進行贊助。另外，有157名教會人士的聖俸更完全以大法官名義進行贊助，而有份以大法官名義贊助的教會人士聖俸亦有285名。以大法官名義對教會的贊助約佔總贊助額的百分之5.5。
另一方面，在康沃爾公國，假如擔任領主的康沃爾公爵之爵位懸缺，又或者康沃爾公爵年紀尚少的話，大法官同樣對領地內的部份聖職負起委任及贊助的職責。
依據法律，部份教會法庭的法官委任需要先諮詢大法官，這些法庭包括有坎特伯里的大法庭、約克的大法官法院、教會訴訟保留法庭及長老法庭（Consistory Courts）。此外，大法官是當然的教會專員，負責監理聖公會的財產。
在昔日，由於牽涉到英國聖公會的事務，任何羅馬天主教教徒都被認為不宜出任大法官。雖然後來英國對羅馬天主教的限制在1829年得以大幅免除，但是對於天主教徒出任大法官仍然有一定的保留。一直到1974年，英國國會通過一項法案，正式容許天主教徒出任大法官，惟有關人士在任期間，大法官的宗教職能需要暫時移交至首相或其他官員。

## 其他職能
根據《1937年攝政法案》，大法官、連同君主配偶、下議院議長、英格蘭及威爾斯首席大法官和主事官（Master of the Rolls）一同被賦予權力，有權參與決定君主是否需要解除其皇室職責。在這五人當中，如果有三人或以上根據證據（例如醫生證明）認為君主患有心理或身理疾病，以致未能執行國家元首應有的職責，其權力就可轉移予攝政王。
大法官也是英國本土多所大學、書院、學校、醫院及其他的慈善團體的視察員（Visitor，又譯督學）。在英國，假如有團體沒有對督學作出委任，或者督學一職出缺，君主將會出任督學，但職能卻由大法官代行。另外，也有一些機構是指定由大法官出任督學的，這些機構包括有溫莎的聖喬治禮拜堂、皇家研究院、紐卡素大學、以及牛津大學的安東尼學院及大學學院。此外，大法官亦有權委任哈羅公學、拉格比公學和查特豪斯公學的校董會成員各一名。

## 地位與特權

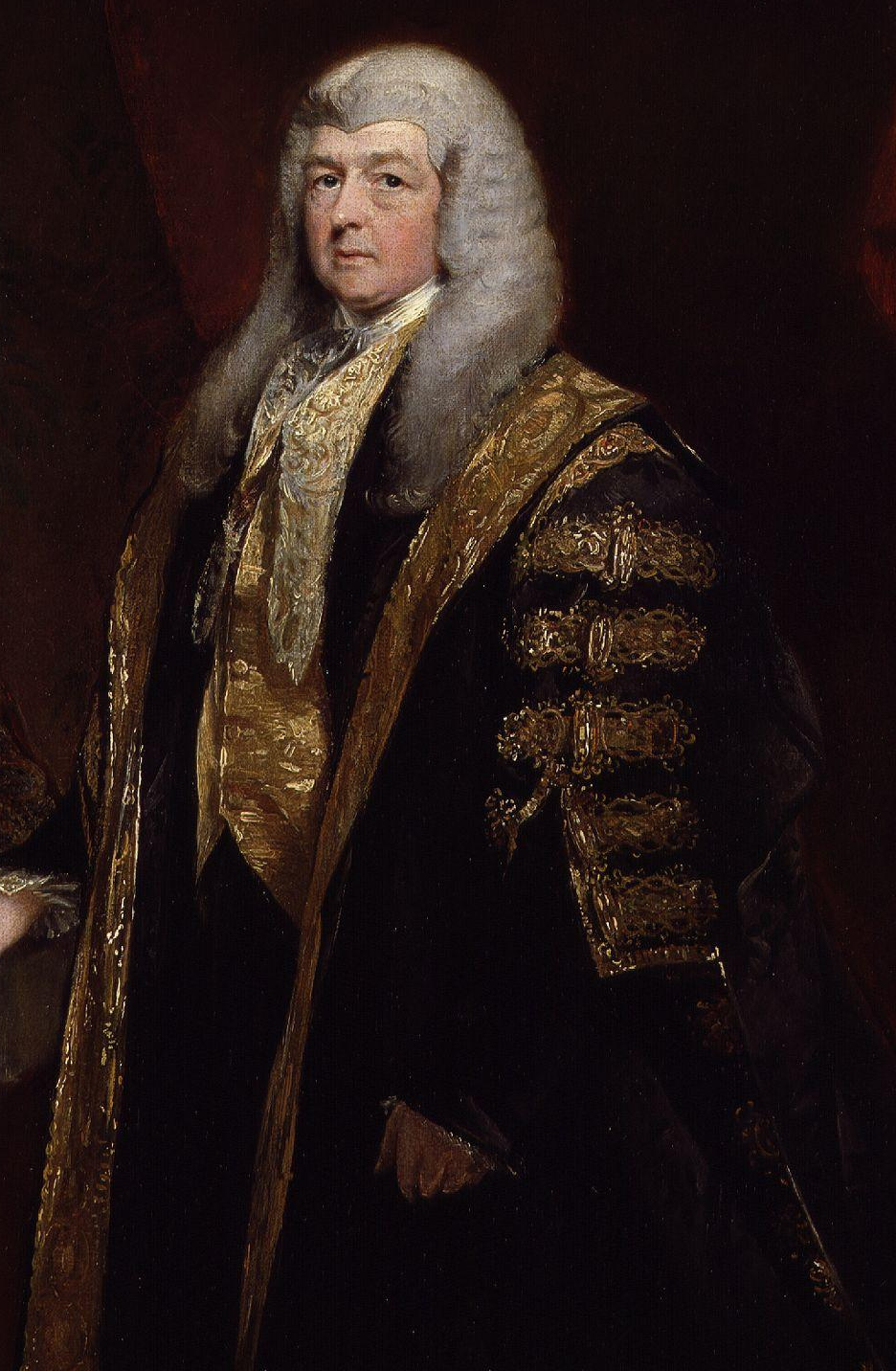
大法官於上議院中主持會時身著帶有金間條的黑色禮袍。

大法官在一眾國務重臣中排名第二，僅僅位列總管大臣之後，不過如上所述，總管大臣一職自15世紀開始已基本上處於懸缺，現時總管大臣之職只會在君主加冕當日才會有人出任，因此，大法官事實上在其他時間都是地位最高的重大國務官員。另據《1351年叛國法案》，凡謀害大法官者皆可處以叛國罪，可見大法官地位之重要。雖說謀害庫務大臣（Lord High Treasurer）同樣會被處以叛國罪，但由於現時財務大臣之職已長年以委員會的方式運作，因此沒有這項權利。
在現時的國家排名名單（order of precedence）中，大法官亦享有超然地位，僅位列於皇室家庭及教會高級成員之後。在英格蘭地區而言，大法官則僅位列於皇室家庭及坎特伯雷大主教之後；至在蘇格蘭地區，其地位亦僅在皇室家庭及蘇格蘭國教會大會首長高級專員之後。儘管大法官的正式職稱是「大不列顛大法官」，大法官在北愛爾蘭也有自己的地位排名。在那裡，其地位列於皇室家庭、阿馬（Armagh）的基督教及羅馬天主教大主教、都柏林的基督教及羅馬天主教大主教、以及蘇格蘭國教會大會議長之後。
在技術上，就全英國而言，儘管首相的實權高於大法官，但大法官的地位高於首相。國璽大臣與大法官在英國享有相同的地位，但上議院國璽專員的地位就要低得多。
現時大法官享有極優厚的薪金和退休金，薪金要比首相和其他公職人士都要高得多。不過，大法官為了保持政府形象，通常可以選擇自願減薪。

## 改革
踏入21世紀以後，由於大法官依然集行政、立法、司法權力於一身，其角色漸漸受社會輿論非議，並有指大法官違反了三權分立的政府原則。此外也有人認為，大法官之存在與歐洲人權公約將不能互相協調，最終促使時任首相貝理雅提出廢除大法官職位的建議。然而，反對聲音隨之而起，指出大法官職位具有歷史淵源，而且內閣在司法事務上應有其代言人，所以大法官之職不應廢置。
在2003年，貝理雅選擇以其好朋友范克林勳爵為大法官兼憲制事務大臣，同時，他又宣佈有意廢除大法官，以及進行其他憲制改革。不過經過一番爭論後，政府發現大法官職位不能隨便透過國會法案去廢除，結果大法官之職得以保留，但其統豁的大法官部則被改組成憲制事務部。
到2004年2月，政府在上議院引入一項《憲制改革草案》，再度試圖廢除大法官職位，並將其職能悉數移送至其他官員。其中，其立法職能計劃移送至上議院議長、行政職能移至憲制事務大臣，而司法職能則移至首席大法官。草案另外又包含其他憲制改革，當中包括將上議院的司法職能移送到一個最高法院。
但是到了2004年3月，上議院卻將草案送到專責委員會進行詳細審議。最初政府預計草案會以流產告終，但隨後政府與反對黨達成協議，承諾草案付諸國會的正常程序表決，不過條件是，草案要先經過專責委員會的修訂。最終在2004年7月13日，上議院完成修訂《憲制改革草案》，儘管委員會對其他改革都沒有作出修訂，但大法官的頭銜在草案中卻被保留。到2004年11月，政府接納了上院的意見，並在上院引入一項修訂，將憲制事務大臣與大法官的改革部份結合，形同假定兩個官職將繼續由同一人出任。最終，《2005年憲制改革法案》在2005年3月24日取得御准，當中大法官主要的職能計劃在2006年年中前轉移到首席大法官及上議院議長等等的官職，不過大法官及憲制事務大臣兩職仍然具有內閣閣揆身份，並保留某些法定職能。
一般而言，大臣的職權如果需要轉移，只需由樞密院發出樞密令便可。但由於大法官的某些職能牽涉到一些法令法律，因此即使《憲制改革法案》已被制定，要轉移這類「被保護」的職能，只可以透過制定國會法案而解決。在2007年5月，憲制事務部被廢置，其職權由新置的司法部接替，同時部份來自內政部的職能亦移交到司法部。當時的大法官范克林勳爵則被委任兼領司法大臣銜。
如前文所述，過往如果有庶民獲委為大法官，有關人士會在不久以後獲晉為貴族，以便執行其主持上院的職務。然而自《2005年憲制改革法案》生效後，由於新設立的上議院議長取代了大法官在上院的工作，大法官之職再無需要一定要由貴族擔任。到2007年6月，下院議員施仲宏獲委為大法官兼司法大臣，他遂成為了史上第一位來自下院，而不是來自上院或古時的御前會議的大法官。

## 虛構世界
在虛構小說世界中，比較有名的虛構大法官，得要提W·S·吉爾伯特與阿瑟·沙利文合作的喜歌劇《貴族與仙女》（Iolanthe）。在劇中，雖然這位大法官角色沒名沒姓，但卻是關鍵角色之一。而且他更與一名受大法官法庭監護的女子墮入愛河。劇說後來美國的首席大法官威廉·倫奎斯特看過此劇後，受到大法官的服裝啟發，將自己原本素黑色的法官袍在兩袖分別加上四條金色線，但其接任人約翰·羅伯茨後來取消了這個改動。
在英國作家狄更斯小說《荒涼山莊》入面，亦有一位虛構的大法官，這位大法官在大法官法庭主審書中的詹狄士訴詹狄士案。而該小說則對當時司法體制顢頇、邪惡和無能作出深刻諷刺。